# Jorquelleh (distrito)

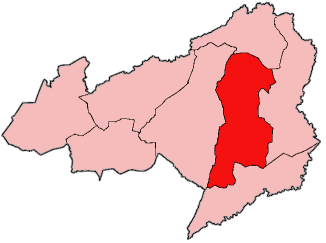
Localização do distrito de Jorquelleh no condado de Bong

Jorquelleh é um dos oito distritos do condado Bong, Libéria. População em 2008, 79.129 habitantes.